# Saint-Martin-sur-la-Chambre
 Saint-Martin-sur-la-Chambre  es una población y comuna francesa, en la región de Ródano-Alpes, departamento de Saboya, en el distrito de Saint-Jean-de-Maurienne y cantón de La Chambre.

## Demografía
| 337 | 335 | 354 | 408 | 420 | 416 |
| Para los censos de 1962 a 1999 la población legal corresponde a la población sin duplicidades (Fuente: INSEE [Consultar]) |     |     |     |     |     |